# Marina Rosenberg
Marina Rosenberg (Buenos Aires, 1976) es una diplomática israelí que se desempeñó como embajadora de Israel en Chile desde 2019 hasta fines de 2022. Desde enero de 2023 es la vicepresidenta sénior para Asuntos Internacionales de la Liga Antidifamación.

## Biografía
Nació en 1976 en Buenos Aires (Argentina), y luego emigró a Israel cuando tenía seis años. Se graduó de la Universidad Hebrea de Jerusalén con una licenciatura en ciencias políticas y estudios latinoamericanos, y se graduó de la Universidad de Tel Aviv con una maestría en estudios de diplomacia y seguridad.
Se incorporó al Ministerio de Relaciones Exteriores de Israel en 2006 y se graduó del curso de cadetes del ministerio en octubre de 2006. De 2009 a 2012, se desempeñó como subdirectora interina en el Departamento de Agencias Especializadas de la ONU y Organizaciones Internacionales. De agosto de 2014 a 2017, se desempeñó como consejera de Relaciones Exteriores en la embajada de Israel en Berlín. También se ha desempeñado como asesora especial del director general y fue responsable de asuntos políticos en la región del Golfo en la Oficina del director general en Jerusalén.
En julio de 2019, fue designada embajadora de Israel en Chile. Presentó sus cartas credenciales al presidente chileno Sebastián Piñera el 2 de octubre de 2019.